# Дудленвил
Дудленвил (фр. Doudelainville) насеље је и општина у североисточној Француској у региону Пикардија, у департману Сома која припада префектури Абевил.
По подацима из 2011. године у општини је живело 335 становника, а густина насељености је износила 67,13 становника/km². Општина се простире на површини од 4,99 km². Налази се на средњој надморској висини од 100 метара (максималној 121 m, а минималној 69 m).

## Демографија
| 1962. | 1968. | 1975. | 1982. | 1990. | 1999. | 2011. |
| ----- | ----- | ----- | ----- | ----- | ----- | ----- |
| 272   | 287   | 234   | 213   | 188   | 194   | 335   |

График промене броја становника у току последњих година